# Hein Beniest
Pour les articles homonymes, voir Beniest.
Hein Beniest, né à Anvers le 7 janvier 1921 et mort à Wilrijk (Anvers) le 9 septembre 2004 , est un réalisateur belge d'expression flamande.

## Biographie
Appartenant à la bourgeoisie de langue française du côté de sa mère, Hein Beniest se rend compte que les francophones sont gênés et honteux de parler le néerlandais car il n'en connaissent que le dialecte. En outre, il se rend compte que du fait qu'il n'y a pas de culture du néerlandais correct, il se produit une francisation aussi bien dans l'enseignement que dans le monde des affaires et de l'industrie.
Après une entrevue avec le Roi Baudouin où il fut question de la langue flamande, Hein Beniest, voyant dans le cinéma un moyen approprié d'atteindre la grande masse de la population, fonde en 1954 la société de production ABN-Centrale dont le but premier était de promouvoir et de répandre le néerlandais standard correct, l'Algemeen Beschaafd Nederlands (ABN). Autodidacte, il réalise dans les années 1950 et 1960 plusieurs films en flamand qu'il présente dans les écoles et auprès d'associations féminines. Ses films, réalisés avec de très maigres ressources financières, eurent relativement peu de succès. ABN-Centrale est dissoute en 1964.
En 1961, il effectue des reportages sur la première et la deuxième "Marche sur Bruxelles" effectuées pour s'ériger contre la détermination de la frontière linguistique, peu favorable à la partie flamande de la Belgique d'après les partis politiques flamands.

## Filmographie
- 1957 : Moeder, wat zijn we rijk
- 1958 : Kinderen in Gods hand (nl)
- 1959 : Zwervers in het land der dromen
- 1961 : Brigands voor outer en heerd
- 1962 : Zomercapriolen